# Bothriocline
Bothriocline es un género de plantas fanerógamas perteneciente a la familia de las asteráceas. Comprende 84 especies descritas y de estas, solo 62 aceptadas.

## Taxonomía
El género fue descrito por Oliv. ex Benth. y publicado en Hooker's Icones Plantarum 12: 1133. 1873. La especie tipo es Bothriocline schimperi.	

## Algunas especies aceptadas
A continuación se brinda un listado de las especies del género Bothriocline aceptadas hasta julio de 2012, ordenadas alfabéticamente. Para cada una se indica el nombre binomial seguido del autor, abreviado según las convenciones y usos.
- Bothriocline aggregata (Hutch.) Wild & G.V.Pope
- Bothriocline amphicoma Wech.
- Bothriocline amplifolia (O.Hoffm. & Muschl.) M.G.Gilbert
- Bothriocline angolensis (Hiern) Wild & G.V.Pope
- Bothriocline argentea (O.Hoffm.) Wild & G.V.Pope
- Bothriocline atroviolacea Wech.
- Bothriocline attenuata (Muschl.) Lisowski